# Vulcanoctopus
Vulcanoctopus is een inktvissengeslacht uit de familie van de Enteroctopodidae. De wetenschappelijke naam van het geslacht  werd voor het eerst geldig gepubliceerd in 1998 door González en Guerr.

## Soorten

### Synoniemen
- Vulcanoctopus hydrothermalis González & Guerra, 1998 => Muusoctopus hydrothermalis (González & Guerra, 1998)